# ミニンギー
ミニンギー（Meningie）は、オーストラリア・南オーストラリア州の南東部に位置する町で、州都アデレードの134km南東に位置し、クーロン郡に属している。町の中にはプリンセスハイウェイが通っていて、クーロン国立公園の隣に位置している。人口は852人（2016年）、町の標高34メートル。

## 歴史
1866年に設立。

## 地形
アルバート湖という湖に面していて、マレー川の流域に含まれている。そして、この町は、マレー・ダーリング盆地の一部にある。

## 水不足
近年、ミニンギーは、水不足に苦しんでいる。これは、マレー川の灌漑や、相次ぐ干ばつによるものと思われている。